# Colby O'Donis
Colby O'Donis Colón, född 14 mars 1989 i Queens i New York, är en amerikansk pop/R&B/hiphop-sångare och låtskrivare, signad till Akons skivbolag Konvict Muzik. O'Donis föddes i Richmond Hill-området i Queens. Han är av puertoricansk härkomst och pratar flytande engelska och spanska. Colby's föräldrar upptäckte hans talang när han vid tre års vann en talangtävling där han sjöng en Michael Jackson-sång. 
O'Donis är mest känd för sången "What You Got", tillsammans med Akon som gästartist, "Just Dance" med Lady Gaga, och den nya hit-singeln "Don't Turn Back", som släpptes i juni 2008 på Itunes. Han har även medverkat på sången "Beautiful" med Akon och Kardinal Offishall.
O'Donis uppträdde på gratiskonserten Voice '08 arrangerad av radiokanalen The Voice i Stockholm.
Han har även varit med i programmet Brooke Knows Best där de skriver en låt tillsammans och sedan hånglar.

## Diskografi

### Studioalbum
- Colby O (2008)

Låten som han sjöng med Brooke heter "Hey yo".